# George R. Mather

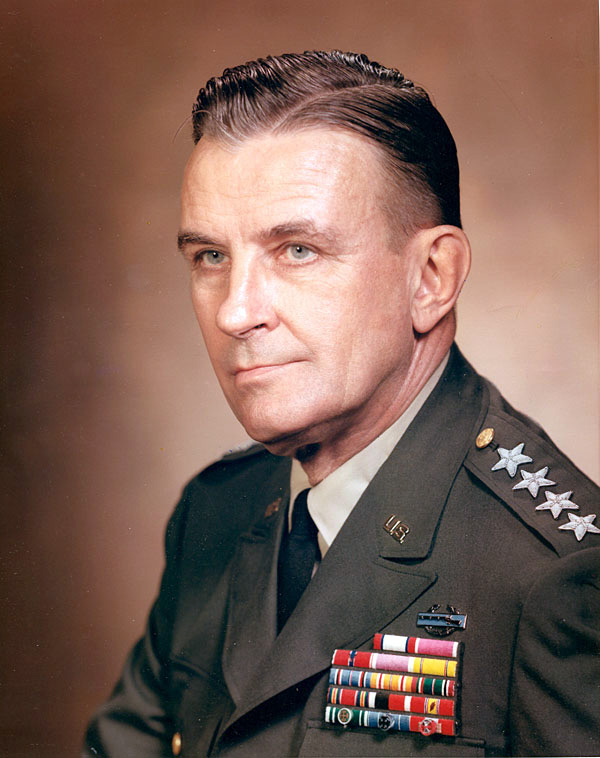
George R. Mather

George Robinson Mather (* 2. Juni 1911 in Watertown, South Dakota; † 1. Januar 1993 in Southern Pines, North Carolina) war ein Vier-Sterne-General der United States Army.
Von 1929 bis 1932 absolvierte George Mather die United States Military Academy in West Point. Nach seinem dortigen Abschluss wurde er als Leutnant der Kavallerie zugeteilt. In der Armee durchlief er anschließend alle Offiziersränge vom Leutnant bis zum Vier-Sterne-General. Im Jahr 1937 schloss er ein Studium der Spanischen Sprache an der Nationalen Autonomen Universität von Mexiko in Mexiko-Stadt ab. Anschließend unterrichtete er diese Sprache vier Jahre lang an der Akademie in West Point.
Während des Zweiten Weltkriegs diente Mather als Stabsoffizier im 110. Infanterieregiment, das der 28. Infanteriedivision unterstellt war. Seine Einheit war in Europa eingesetzt und nahm unter anderem an der Schlacht im Hürtgenwald teil. In den Jahren 1946 und 1947 war er Stabsoffizier bei den Armee-Einheiten in der Panamakanalzone. Daran schlossen sich weitere Einsätze in Lateinamerika an. Im Jahr 1961 wurde er Stabschef der 4. Armee, deren Hauptquartier sich in Fort Sam Houston in Texas befand. Anschließend war er bis 1964 Vorsitzender einer amerikanischen Militärberater-Kommission für Brasilien mit Sitz in Rio de Janeiro. Für seine dortige Tätigkeit erhielt er drei brasilianische Orden.
Zwischen September 1964 und Juli 1965 kommandierte Mather die Zweite Panzerdivision in Fort Hood. Dann wurde er nach Ankara in die Türkei versetzt, wo er amerikanischer Vertreter im Hauptquartier der Central Treaty Organization war. Vom 28. Februar 1966 bis zum 31. Mai 1967 hatte Mather als Nachfolger von James H. Polk den Oberbefehl über das in Deutschland stationierte V. Corps. Anschließend kommandierte er bis 1968 das III. Corps in Fort Hood. Im Juli 1968 wurde er Director of Civil Disturbance Planning and Operations. Diese Stelle war beim Chief of Staff in Washington, D.C. angesiedelt. Sein letztes Kommando bekleidete der General zwischen Februar 1969 und September 1971 als Befehlshaber des United States Southern Command.
Danach ging er in den Ruhestand, den er in  Pinehurst in North Carolina verbrachte. In dieser Gemeinde war er für zwei Legislaturperioden Mitglied des Gemeinderats. Er starb am 1. Januar 1993 im Nachbarort Southern Pines.

## Orden und Auszeichnungen
George Mather erhielt im Lauf seiner militärischen Laufbahn unter anderem folgende Auszeichnungen:
- Army Distinguished Service Medal
- Legion of Merit
- Bronze Star Medal
- Purple Heart
- Combat Infantryman Badge
- Order of Military Merit (Brasilien)
- Order of Aeronautical Merit (Brasilien)
- Order of Naval Merit (Brasilien)